# شون ديفيز (لاعب كرة قدم)
شون ديفيز (بالإنجليزية: Sean Davies)‏ هو لاعب كرة قدم بريطاني، ولد في 27 فبراير 1985 في ميدلزبرة في المملكة المتحدة. لعب مع كامبريدج يونايتد ونادي سكاربورو ونادي ميدلزبره ونادي يورك سيتي.

## وصلات خارجية
- شون ديفيز على موقع Soccerbase.com (لاعب) (الإنجليزية)